# Djurgårdslinie
| \| \| \| Neubaustrecke Spårväg City \| \| \| \| \| \| \| \| \| \| Norrmalmstorg \| \| \| \| \| \| \| \| \| \| \| \| \| \| \| Nybroplan \| \| \| \| \| Styrmansgatan \| \| \| \| \| Djurgårdsbron \| \| \| \| \| Djurgårdsbron (60 m) \| \| \| \| \| Nordiska museet/Vasamuseet \| \| \| \| \| Hazeliusporten (bis 2009) \| \| \| \| \| Depot Allkärrshallen \| \| \| \| \| Liljevalchs/Gröna Lund \| \| \| \| \| \| \| \| \| \| Skansen/Djurgårdsslätten \| \| \| \| \| Wendeschleife Skansen \| \| \| \| \| Djurgårdsskolan (seit 2010) \| \| \| \| \| \| \| \| \| \| Bellmansro \| \| \| \| \| Waldemarsudde \| \| \| \| \| \| \| |  |                             |                             |
| |  | Neubaustrecke Spårväg City  |                             |
| U-Bahn-Strecke (außer Betrieb) · U-Bahn-Strecke von links · U-Bahn-Strecke von rechts |  |                             |                             |
| U-Bahn-Strecke (außer Betrieb) · U-Bahn-Strecke geradeaus · U-Bahn-Haltepunkt / Haltestelle |  | Norrmalmstorg               | Norrmalmstorg               |
| U-Bahn-Abzweig ehemals geradeaus und von links · U-Bahn-Strecke nach rechts · U-Bahn-Strecke |  |                             |                             |
| U-Bahn-Abzweig geradeaus und von links · U-Bahn-Strecke quer · U-Bahn-Strecke nach rechts |  |                             |                             |
| U-Bahn-Haltepunkt / Haltestelle |  | Nybroplan                   | Nybroplan                   |
| U-Bahn-Haltepunkt / Haltestelle |  | Styrmansgatan               | Styrmansgatan               |
| U-Bahn-Haltepunkt / Haltestelle |  | Djurgårdsbron               | Djurgårdsbron               |
| U-Bahn-Brücke über Wasserlauf |  | Djurgårdsbron (60 m)        | Djurgårdsbron (60 m)        |
| U-Bahn-Haltepunkt / Haltestelle |  | Nordiska museet/Vasamuseet  | Nordiska museet/Vasamuseet  |
| ehemaliger U-Bahn-Haltepunkt / Haltestelle |  | Hazeliusporten (bis 2009)   | Hazeliusporten (bis 2009)   |
| U-Bahn-Betriebs-/Güterbahnhof Streckenanfang und quer · U-Bahn-Abzweig quer und von links · U-Bahn-Abzweig geradeaus, nach rechts und von rechts |  | Depot Allkärrshallen        | Depot Allkärrshallen        |
| U-Bahn-Strecke · U-Bahn-Haltepunkt / Haltestelle |  | Liljevalchs/Gröna Lund      | Liljevalchs/Gröna Lund      |
| U-Bahn-Strecke nach links · U-Bahn-Abzweig geradeaus, nach rechts und von rechts |  |                             |                             |
| U-Bahn-Haltepunkt / Haltestelle |  | Skansen/Djurgårdsslätten    | Skansen/Djurgårdsslätten    |
| |  | Wendeschleife Skansen       |                             |
| U-Bahn-Haltepunkt / Haltestelle |  | Djurgårdsskolan (seit 2010) | Djurgårdsskolan (seit 2010) |
| U-Bahn-Abzweig geradeaus und nach links · U-Bahn-Strecke von rechts |  |                             |                             |
| U-Bahn-Strecke · U-Bahn-Haltepunkt / Haltestelle |  | Bellmansro                  | Bellmansro                  |
| U-Bahn-Haltepunkt / Haltestelle · U-Bahn-Strecke geradeaus |  | Waldemarsudde               | Waldemarsudde               |
| U-Bahn-Strecke nach links · U-Bahn-Strecke nach rechts |  |                             |                             |

Die Djurgårdslinie, schwedisch: Djurgårdslinjen, ist eine Straßenbahnlinie in der schwedischen Hauptstadt Stockholm, die 1967 stillgelegt und 1991 auf dem Abschnitt von Norrmalmstorg bis Waldemarsudde wieder aufgebaut und als Museumsbahn in Betrieb genommen wurde.
Auf der 2,9 Kilometer langen Linie 7N zwischen Norrmalmstorg und Waldemarsudde fahren historische Fahrzeuge aus den 1920er, 1930er und 1940er Jahren. Sie verkehrt von Ostern bis Weihnachten nur an den Wochenenden und nur zwischen Norrmalmstorg und Skansen sowie zwischen Ende Mai und Ende August dienstags bis sonntags auf der gesamten Strecke und wird im Zehn- oder Zwölf-Minuten-Takt bedient. An den Wochenenden wird zusätzlich das sogenannte „Rollende Café“ mitgeführt, ein Beiwagen, in welchem Kaffee, Tee und Süßgebäck serviert werden.
Bis 2010 trug die Djurgårdslinie die Nummer 7. Sie war bis dahin auch nicht voll in den Nahverkehrsverbund Storstockholms Lokaltrafik (SL) eingebunden. Nur bestimmte Fahrkarten galten dort. Für den allgemeinen Verkehr bestand eine Buslinie mit nahezu identischem Laufweg.
2010 wurde Spårväg City eröffnet, welches im endgültigen Ausbauzustand eine Straßenbahnlinie von Kungsholmen im Westen bis zur Brücke nach Lidingö sein wird. Zunächst wurde jedoch nur eine kurze Neubaustrecke mit zwei Stationen Kungsträdgården und Sergels Torg und 2018 eine kurze Verlängerung bis T-Centralen (mit Aufgabe der Haltestelle am nahe gelegenen Sergels Torg) eröffnet. Seither gelten alle Fahrkarten von SL auch auf der Djurgårdslinie, die den neuen Namen 7N erhielt. Unter der alten Liniennummer 7 verkehren von T-Centralen bis nach Waldemarsudde moderne Niederflurwagen des Typs Bombardier Flexity Classic. Im Gegensatz zu den Neufahrzeugen sind die historischen Straßenbahnwagen nicht barrierefrei. Der neue Endpunkt liegt in der Klarabergsgatan etwa auf Höhe der Klarakirche mit kurzen Umsteigewegen zur U-Bahn und Citybana. Der Übergang zur Fernbahn ist etwas ungünstiger gelöst.

## Geschichte

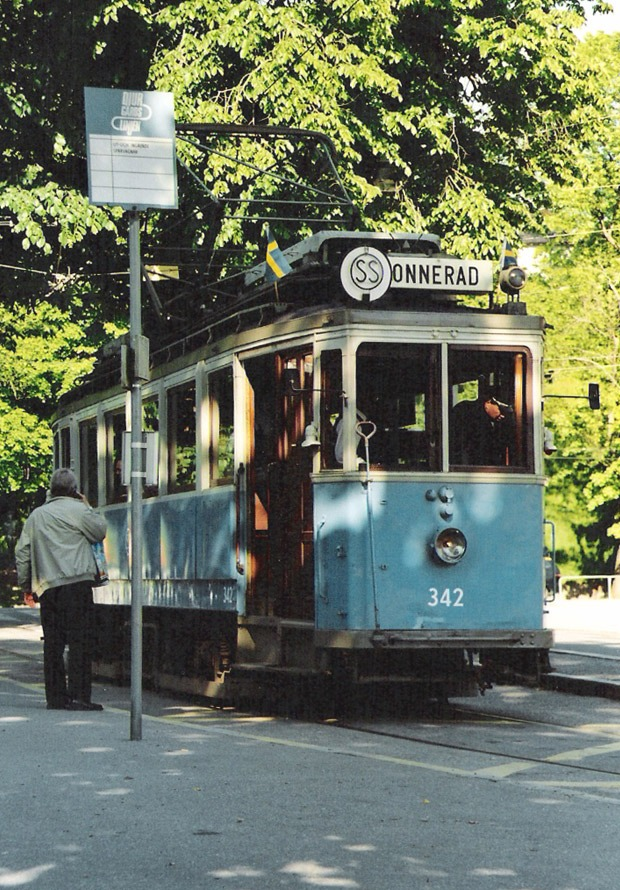
Triebwagen 342, Typ A12 (ASEA 1924) an der Endstelle Djurgården

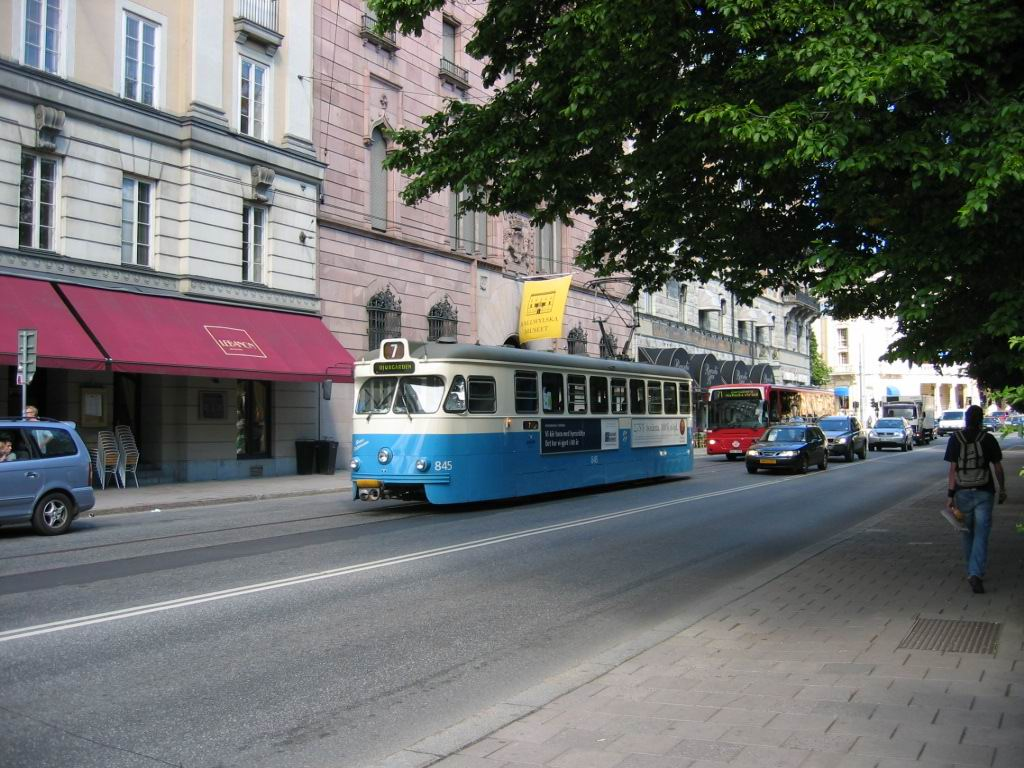
Triebwagen 845, Typ M29 aus Göteborg in der Hamngatan

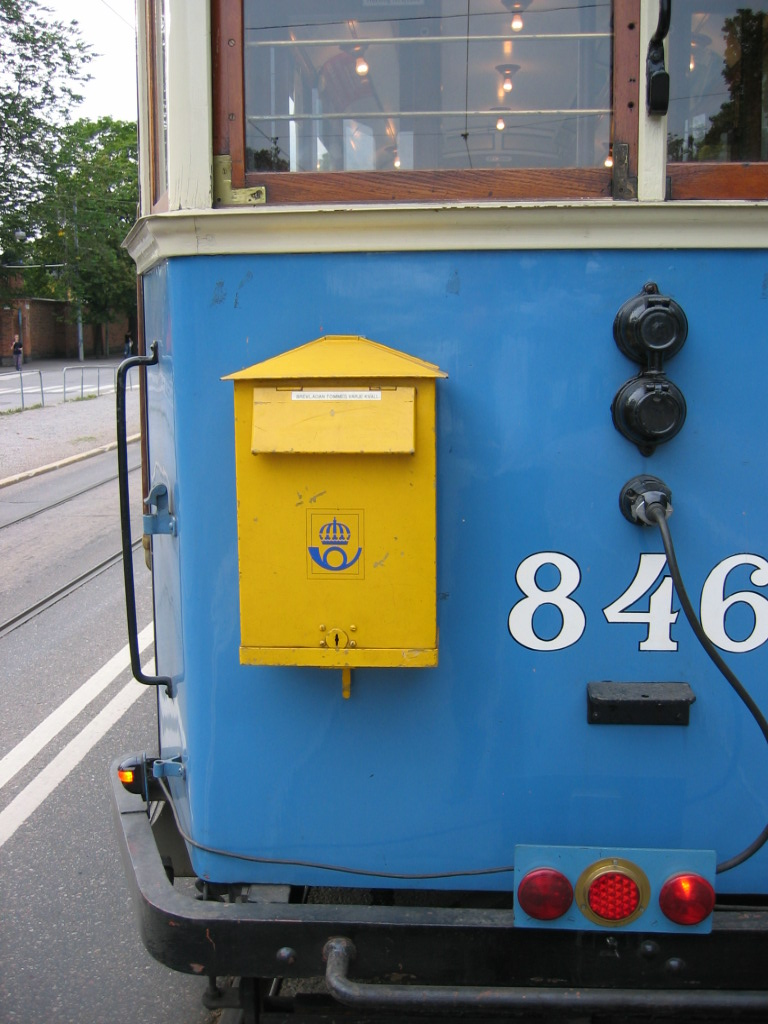
Straßenbahnbriefkasten an einem Wagen der Djurgårdslinie

Die Strecke nach Djurgården wurde zusammen mit dem noch betriebenen Stockholmer Netz, außer den Vorortlinien Nockebybanan und Lidingöbanan, 1967 bei der Umstellung Schwedens auf Rechtsverkehr stillgelegt. Seit dieser Zeit gab es immer wieder Überlegungen, sie zu reaktivieren. 1985 beschloss die Stadt, sie als Museumsbahn wieder in Betrieb zu nehmen, allerdings ohne Einverständnis der Storstockholms Lokaltrafik (SL). Am 2. Juni 1991 nahm sie als Linie 7 ihren Betrieb auf und wurde seitdem ehrenamtlich vom Schwedischen Straßenbahnverein betrieben. Die Infrastruktur gehörte der SL, die Fahrzeuge jedoch nicht.

## Ausbaupläne
Bereits im Jahr 2000 gab es die ersten Vorstudien zu einem Ausbau der Djurgårdslinie. Mitte 2007 beschloss die Stadt, die Djurgårdslinie zu erweitern. Die Strecke sollte vom aktuellen Endpunkt Norrmalmstorg bis zum Hauptbahnhof Centralstationen verlängert werden. Die Strecke wird vom Norrmalmstorg auf der bestehenden Busspur durch die Hamngatan geführt. Von dort sollte die Strecke weiter auf Individualverkehrsspuren um den Sergels torg in den Klarabergsgatan und auf dem Klarabergsviadukt vor dem Hauptbahnhof enden. Aus Platzgründen hätte dort keine Wendeschleife gebaut werden können, weshalb die Strecke nur mit Zweirichtungsfahrzeugen hätte befahren werden können.
Das bestehende Depot auf Djurgården ist für die neuen Fahrzeuge zu klein und kann aufgrund mangelnder Erweiterungsflächen nicht vergrößert werden. Deswegen wird auf dem Industriegelände Frihamnen/Värtan ein neues Depot entstehen. Als Verbindung wird eine zweigleisige Betriebsstrecke über die Oxenstiernsgatan und den Lindarängsvägen gebaut. Diese kann später, wenn der geplante Umbau der alten Hafenanlagen in ein Wohn- und Geschäftsviertel umgesetzt wird, als reguläre Strecke aufgerüstet werden. Die bereits in Stockholm auf der Nockebybanan und Tvärbanan eingesetzten Gelenkwagen vom Typ A32 (Bombardier Flexity Swift) können nicht die engen Kurven auf der Djurgårdslinie befahren, deswegen muss ein neuer Fahrzeugtyp beschafft werden. Stockholms Lokaltrafik erprobte bereits 2006 und 2007 Gelenkwagen der Typen Bombardier Flexity Outlook und Alstom Citadis.
In einem ersten Bauabschnitt wurde die bestehende Strecke vom Norrmalmstorg bis zum Sergels Torg verlängert. Die Verkehrsfreigabe fand im August 2010 statt, seitdem verkehren die neuen Niederflurwagen als Linie 7, die historischen Züge als Linie 7N. Die Neubaustrecke bis T-Centralen wird von den historischen Zügen nicht befahren.